# Yaroslav Moskalik
Yaroslav Yaroslavovich Moskalik (en ruso: Ярослав Ярославович Москалик; 22 de agosto de 1966 – 25 de abril de 2025) fue un Mayor General ruso, se desempeñó como Subjefe de la Dirección Principal de Operaciones del Estado Mayor General de las Fuerzas Armadas Rusas. Murió en la explosión de un coche bomba en Balashikha, óblast de Moscú, en abril de 2025.

## Biografía
Moskalik nació el 22 de agosto de 1966 en Angren, en la región de Taskent, en lo que entonces era la República Socialista Soviética de Uzbekistán.

### Carrera militar
Moskalik comenzó su servicio en las Fuerzas Armadas Rusas en 1983 y se graduó de la Escuela Superior de Mando de Armas Combinadas del Lejano Oriente en 1987 y de la Academia de Armas Combinadas de las Fuerzas Armadas de la Federación Rusa en 2002.
Moskalik ostentaba el rango de General de División y se desempeñó como Subjefe de la Dirección Principal de Operaciones del Estado Mayor General de las Fuerzas Armadas Rusas.
Fue un oficial de alto rango involucrado en operaciones militares estratégicas y representó al Estado Mayor ruso en las negociaciones con Ucrania en París en 2015 y, al menos en 2019, en el Formato Normandía, un grupo compuesto por equipos de Alemania, Rusia, Ucrania y Francia que supervisó los acuerdos de Minsk diseñados para poner fin a la guerra entre Ucrania y las fuerzas separatistas respaldadas por Rusia que estalló en 2014.
En diciembre de 2021, Moskalik fue ascendido a teniente general.

## Asesinato
Alrededor de las 10:40 hora local del 25 de abril de 2025, Moskalik murió en la explosión de un coche bomba en Balashikha, un suburbio al este de Moscú. Según informes, un artefacto explosivo improvisado (AEI) con metralla fue detonado a distancia en un coche estacionado cuando Moskalik, residente en la zona, pasaba por allí. La explosión fue lo suficientemente potente como para romper las ventanas de los edificios cercanos. El Comité de Investigación de Rusia clasificó el incidente como asesinato y confirmó el uso de un artefacto explosivo casero.
Un incidente similar ocurrió en diciembre de 2024, cuando otro general ruso, Igor Kirillov, murió en un atentado con bomba en Moscú, atribuido tanto por el Servicio de Seguridad de Ucrania como por las autoridades rusas a los servicios de inteligencia ucranianos.
El 26 de abril, el Servicio Federal de Seguridad de Rusia (FSB) anunció la detención y confesión de un ciudadano ruso de 42 años, quien residía en Ucrania, por colocar los explosivos en nombre de la inteligencia ucraniana a cambio de 18.000 dólares. Posteriormente, fue acusado de terrorismo.